# 杉本龍勇
杉本 龍勇（すぎもと たつお、 1970年11月25日 - ）は、日本の陸上競技選手、サッカー指導者（フィジカルコーチ）。静岡県沼津市出身。血液型はO型。静岡県立浜松北高等学校、法政大学（卒業後、ドイツ留学）、中京大学大学院博士課程修了。
現在は法政大学経済学部教授を務める。

## 略歴
- 1988年: 浜松北高3年のインターハイ（神戸）で100m10秒37、200m21秒06のいずれも大会新記録で優勝。
- 1989年: 法政大学に進学。1年のインカレで100m優勝。
- 1990年: 一年間休学してベルリンに留学し、ドイツ学生選手権の100m、200mでいずれも優勝。
- 1991年: 法政大学に復学。2年としてのインカレで100m優勝。世界陸上選手権東京大会100m、4×100mリレーに出場。
- 1992年: インカレ100m・200m優勝。日本選手権100m3位。バルセロナオリンピック100m、4×100mリレーに出場。
  - バルセロナオリンピック4×100mリレーではアンカーを務め、戦後初の決勝進出を果たし6位入賞、アジア新記録（38秒77）を樹立。（1走青戸慎司、2走鈴木久嗣、3走井上悟）
- 1993年: 日本選手権100m2位。世界陸上選手権シュトゥットガルト大会100m、4×100mリレーに出場。バッファローユニバーシアード陸上男子400mリレーに井上悟、宮田英明、鈴木久嗣とともに出場し、2位。
- 1994年: 再度ドイツに留学し、スポーツ経済学を学ぶ。ドイツ学生選手権100m優勝。
- 1995年: 世界室内陸上選手権大会代表(60m)
- 1997年: 日本選手権100m3位。
- 1998年: アジア陸上選手権大会100m8位、4×100mリレー2位。
- 2000年: 浜松大学経営情報学部経営情報学科講師、同学陸上競技部監督、同学サッカー部フィジカルアドバイザーに就任。
- 2005年: Jリーグ・清水エスパルスフィジカルコーチ就任。
- 2009年：浜松やらまいか大使を委嘱。
- 2010年：清水を退団。法政大学経済学部 準教授。ジャパンラグビートップリーグ・サントリーサンゴリアススピードコーチ就任。
- 2011年：Jリーグに所属する湘南ベルマーレフィジカルアドバイザー就任。同年限りで同職を退任。
- 2012年：清水時代に指導経験のある岡崎慎司と専属コーチ契約。
- 2013年：大分トリニータのコンディショニングコーチに就任。同年限りで退任[2]。

## 自己記録
- 100m 10秒30（1991年）
- 200m 20秒99（1991年）

## 主要大会成績

### 国際大会
| 年                               | 大会                        | 場所               | 種目    | 結果    | 記録          | 備考         |
| -------------------------------- | --------------------------- | ------------------ | ------- | ------- | ------------- | ------------ |
| 1991                             | 第16回ユニバーシアード (en) | シェフィールド     | 100m    | 準決勝  | 10秒56 (+0.8) |              |
| 1991                             | 第16回ユニバーシアード (en) | シェフィールド     | 4x100mR | 予選    | 40秒69 (4走)  |              |
| 1991                             | 第3回世界選手権             | 東京               | 100m    | 2次予選 | 10秒61 (+1.5) |              |
| 1991                             | 第3回世界選手権             | 東京               | 4x100mR | 予選    | 39秒19 (2走)  |              |
| 1992                             | 第25回オリンピック          | バルセロナ         | 100m    | 1次予選 | 10秒56 (-1.6) |              |
| 1992                             | 第25回オリンピック          | バルセロナ         | 4x100mR | 6位     | 38秒77 (4走)  | 当時日本記録 |
| 1993                             | 第17回ユニバーシアード (en) | バッファロー       | 100m    | 準決勝  | 10秒33 (+3.4) |              |
| 1993                             | 第17回ユニバーシアード (en) | バッファロー       | 4x100mR | 2位     | 38秒97 (2走)  |              |
| 1993                             | 第4回世界選手権             | シュトゥットガルト | 4x100mR | 準決勝  | 39秒01 (2走)  |              |
| 1998                             | 第12回アジア選手権 (en)     | 福岡               | 100m    | 8位     | 10秒59 (-0.6) |              |
| 1998                             | 第12回アジア選手権 (en)     | 福岡               | 4x100mR | 2位     | 39秒30 (2走)  |              |
| 『日本陸上競技連盟七十年史』参照 |                             |                    |         |         |               |              |

### 日本選手権
- 8位以内の成績を収めた大会を記載

| 年                               | 大会             | 種目 | 結果 | 記録          | 備考 |
| -------------------------------- | ---------------- | ---- | ---- | ------------- | ---- |
| 1989                             | 第73回日本選手権 | 100m | 5位  | 10秒48 (+1.6) |      |
| 1991                             | 第75回日本選手権 | 100m | 4位  | 10秒47 (0.0)  |      |
| 1992                             | 第76回日本選手権 | 100m | 3位  | 10秒37 (+0.8) |      |
| 1993                             | 第77回日本選手権 | 100m | 2位  | 10秒60 (-2.8) |      |
| 1997                             | 第81回日本選手権 | 100m | 3位  | 10秒55 (-0.8) |      |
| 『日本陸上競技連盟七十年史』参照 |                  |      |      |               |      |

## 特徴
182cm、80kgと恵まれた体型から、日本人離れしたパワータイプのスプリンターであった。
インターハイ、インカレの実績ですでに日本のトップスプリンターの1人であったが、日本選手権のタイトルや日本記録はならず、また、25歳を越してから活躍が乏しく、オリンピック代表も22歳でのバルセロナに終わった。バルセロナでは4×100mリレーのアンカーとして、日本の戦後初のオリンピックでのリレー種目決勝進出に貢献。決勝のレーンは優勝したアメリカの隣で、カール・ルイスの隣のコースを走った。
高校時代の恩師である加藤晴一との出会いが彼の人生の中で最もインパクトが強く、現在の自分が在るのは加藤の指導が多大に影響していると公言している。また、自らを最後の加藤イズムの継承者であると語り、その指導方法にそれを垣間見る。

## 出演
- MBS「情熱大陸」-たった１時間で誰でも足が速くなる？！プロも駆け込む“走りの伝道師”の秘技を大公開！-フィジカルトレーナー・杉本龍勇（2017年3月19日放送）

## 著作
- 『杉本龍勇のスプリント基礎トレーニング　走るための「ベース」を作る実践「走」ドリル』（指導・解説：杉本龍勇、実技協力：浜松大学陸上競技部、ジャパンライム、2005/9、DVD）
- 『杉本龍勇のスプリント実戦トレーニング「速さ」の基をつくる！　タイムを伸ばすための２つの要素』（指導・解説：杉本龍勇、実技協力：浜松大学陸上競技部、ジャパンライム、2007/12、DVD）
- 『スポーツに活きる！ 正しい走り方講座』（監修：杉本龍勇、スタジオタッククリエイティブ、2012/4）